# Marzenia miłosne
Marzenia miłosne (węg. Szerelmi álmok – Liszt, ros. Ференц Лист — Грёзы любви) – węgiersko-radziecki dramat historyczny z 1970 roku w reżyserii Mártona Keleti, oparty na biografii węgierskiego kompozytora i pianisty Ferenca Liszta.

## Fabuła
Węgry, 1820 rok. Ferenc Liszt po ukończeniu 9 lat, wraz z rodziną przenosi się do Wiednia i otrzymuje dalszą edukację na fortepianie od kompozytora Carla Czernego.
Po latach dorosły Liszt konkuruje z wybitnym pianistą Sigismondem Thalbergiem w Paryżu. Publiczność toczy zażarte dyskusje, któremu z nich przyznać palmę pierwszeństwa. Spór rozstrzyga sam Thalberg, który po wspólnym koncercie uznaje się za pokonanego.
W tym czasie rodzi się miłość Liszta do pięknej hrabiny Marie d’Agoult. Ta porzuca męża i kochankowie wyjeżdżają do Genewy. Ich związek trwa 10 lat, wypełnionych tylko krótkimi spotkaniami w przerwach między koncertami Liszta we wszystkich europejskich stolicach. W Wiedniu Liszt przeznacza dochód z koncertów na ofiary powodzi w Budapeszcie, gdzie tam owacyjnie witany przez rodaków otrzymuje honorowe obywatelstwo. W Dreźnie wdaje się w kolejny romans z Hiszpanką Lolą Montez. Dla Marie to pretekst do ostatecznego zerwania.
Liszt wyrusza w trasę koncertową do Rosji. W Sankt Petersburgu jego genialna gra fortepianowa robi wrażenie na rodzinie carskiej i rosyjskiej arystokracji, zaś rosyjski kompozytor Michaił Glinka staje się jego przyjacielem. W Kijowie Liszt poznaje piękną szlachciankę Karolinę z Iwanowskich Saint-Wittgenstein, w której ze wzajemnością zakochuje się. Karolina wkrótce opuszcza męża dla Liszta i staje się jego muzą i inspiracją w tworzeniu dedykowanej jej najpiękniejszej kompozycję fortepianową – „Liebesträume”, która staje się przebojem.
Jednak nie mogą wziąć ślubu, ponieważ Karolina jako katoliczka nie rozwiązała swego dotychczasowego małżeństwa z wciąż żyjącym mężem. Niezamężna para przenosi się doWeimaru, gdzie Liszt zostaje kapelmistrzem orkiestry królewskiej, gdyż tylko pod opieką dworu mogą oni bezpiecznie rozpocząć wspólne życie. Staje się to najbardziej produktywnym i szczęśliwym okresem w życiu Liszta.
Po latach starań Karolina otrzymuje rozwód. W przededniu ślubu z Lisztem specjalny wysłannik kardynała przynosi zawiadomienie o cofnięciu dyspensy przez papieża, który pragnie ponownie przejrzeć akta unieważniające poprzednie małżeństwo. Karolina rezygnuje z dalszej walki o rozwód i rozstaje się z Lisztem, a resztę życia spędza samotnie poświęcając się studiom teologicznym. Liszt cierpi z powodu emocjonalnego bólu do końca życia, mimo powszechnego uwielbienia.
W latach 70. XIX wieku Liszt zakłada w Budapeszcie Królewską Narodową Węgierską Akademię Muzyczną, a także odwiedza na krótko Karolinę. W lipcu 1886 roku odwiedza swą córkę w Bayreuth, gdzie dokonuje żywota.

## Obsada
- Imre Sinkovits – Franciszek Liszt
- Andriej Popow – Franciszek Liszt (głos, wersja radziecka)
  - Zsolt Kocsy – Franciszek Liszt w dzieciństwie
- Ariadna Szengełaja – Karolina Sayn-Wittgenstein
- Éva Ruttkai – Karolina Sayn-Wittgenstein (głos, wersja węgierska)
- Sándor Pécsi – Gaetano Belloni
- Kłara Łuczko – hr. Marie d’Agoult
- Zsuzsa Bánky – hr. Marie d’Agoult (głos, wersja węgierska)
- Igor Dmitrijew – książę Nikołaj Pietrowicz Wittgenstein
- Zoltán Latinovits – książę Nikołaj Pietrowicz Wittgenstein (głos, wersja węgierska)
- Łarisa Trembowelskaja – Lola Montez
- Ildikó Pécsi – Lola Montez (głos, wersja węgierska)
- Tamás Major – papież Pius IX
- Klári Tolnay – Cosima Wagner
- Lajos Básti – Ágoston Trefort
- Ferenc Bessenyei – Mihály Vörösmarty
- Ádám Szirtes – Miska
- Petr Shełochonow – Michaił Glinka
- Sándor Suka – Joseph Haydn
- Natalja Bajtalskaja – Wiera Timanowa
- Giennadij Bednostin
- Irina Gubanowa – Olga Janina
- Katalin Gyöngyössy – Olga Janina (głos, wersja węgierska)
- Tibor Bitskey – przyjaciel Liszta
- Kornél Gelley – ksiądz
- Péter Huszti – cesarz Franciszek Józef I
- Siergiej Iwanow – car Mikołaj I Romanow
- Władysław Strzelczyk – car Mikołaj I Romanow (głos, wersja radziecka)
- György Kálmán – policjant
- Aleksandr Diemjanienko – policjant (głos, wersja radziecka)
- Siergiej Karnowicz-Wałua – Karol Fryderyk, wielki książę Saksonii-Weimaru-Eisenach
- Iwan Kolejiew
- Walentin Kulik – Sigismond Thalberg
- Wasilij Leonow – Aleksandr Borodin
- Emil Keres – Aleksandr Borodin (głos)
- Gábor Mádi Szabó – Adam Liszt
- Vera Szemere – Anna Liszt
- László Márkus – Miklós Esterházy
- Siergiej Poleżajew – dworzanin
- Emmanuił Schwarzberg
- Anatolij Szwiedierskij – kard. Gustav Adolf von Hohenlohe-Schillingsfürst
- Bertalan Solti
- Géza Tordy – Carl Czerny
- Marina Jurasowa – wielka księżna Maria Pawłowna Romanowa

## Wersja polska
Reżyseria: Maria Piotrowska

Wystąpili: 
- Ryszard Sobolewski – Franciszek Liszt
- Maria Wawszczyk – Karolina Sayn-Wittgenstein
- Ryszard Dembiński – Gaetano Belloni
- Jadwiga Siennicka – hr. Marie d’Agoult
- Janusz Kubicki – książę Nikołaj Pietrowicz Wittgenstein

Źródło: 

## Odbiór
Rafał Marszałek na łamach „Filmu” dał recenzję negatywną. Odniósł się do stereotypowości „postępowego filmu biograficznego” i na przykładzie Marzeń miłosnych wykpiwał powszechność motywu w tego typu kinie wiecznie nieszczęśliwego artysty mimo wielkiej sławy. Chwalił odwzorowanie muzyki Liszta, której nie szkodzi „mizerny filmowy konterfekt artysty”.